# Зарубин, Николай Александрович (Георгиевский кавалер)
Николай Александрович Зарубин (1884 — после 1936) — морской офицер, в годы Первой мировой войны командовал подводными лодками, Георгиевский кавалер, капитан 2-го ранга Российского императорского флота, после революции — военмор, флагманский минёр дивизии подводных лодок Балтийского моря, начальник школы подводного плавания Балтийского флота, главный подводный специалист штаба Военно-морских сил РККА, начальник курсов подводного плавания Специальных курсов усовершенствования командного состава флота.

## Биография
Николай Александрович Зарубин родился 24 июня 1884 года в семье петербургского чиновника Александра Павловича Зарубина. Николай был старшим ребёнком и единственным сыном в многодетной семье, в которой вместе с ним воспитывались его младшие сёстры Анна, Валентина, Платонида и Елизавета. Прадед Николая — Павел Алексеевич Зарубин (1816—1886) был русским учёным механиком-самоучкой, изобрёл несколько оригинальных приборов, дважды удостаивался Демидовской премии Санкт-Петербургской Академии наук. В 1872 году написал роман «Темные и светлые стороны русской жизни». В 1867—1878 годах редактировал газету «Петербургский листок», был автором одного из первых в России проектов подводной лодки.

### Служба в Российском императорском флоте
После окончания Санкт-Петербургской классической гимназии Николай Зарубин поступил в Морской кадетский корпус. В службе с 1903 года. 29 апреля 1906 года унтер-офицер Зарубин был произведён в корабельные гардемарины. В 1906 и 1907 годах находился в заграничном плавании на броненосце «Слава», в ходе которого посетил Бизерту, Тунис, Тулон и другие порты Средиземного моря. В 1907 году после окончания Морского корпуса произведён в мичманы. Проходил службу на Черноморском флоте, вахтенным начальником на крейсере «Память Меркурия», броненосцах «Синоп» и «Георгий Победоносец», миноносце «Строгий».
В 1908 году, после окончания Артиллерийских офицерских классов, служил штурманом на яхте «Эриклик» и канонерской лодке «Запорожец», на которой в 1909 году участвовал в заграничном плавании. 19 октября 1910 года направлен на учёбу в Подводный офицерский класс Либавского учебного отряда подводного плавания. Учился вместе с известным впоследствии подводником А. Н. Гарсоевым, с которым его долгие годы связывала дружба, совместная служба и работа. 20 октября 1911 года, после окончания обучения, лейтенанту Зарубину был вручён знак офицера подводного плавания. Получил назначение помощником командира подводной лодки (ПЛ) «Аллигатор» Балтийского флота. В 1912 году был переведён в Дивизион подводных лодок Черноморского флота. Принимал участие в испытаниях первого подводного минного заградителя российского флота «Краб», затем был назначен помощником командира ПЛ «Карась», а с марта 1913 по 1915 год командовал ПЛ «Судак». В 1915 году был назначен командиром ПЛ «Карась». В годы Первой мировой войны на этих подводных лодках совершил двенадцать боевых походов в которых выполнял задачи дозора и охраны внешнего Балаклавского рейда. 18 мая 1915 года был назначен командиром ПЛ «Кит», на которой одержал более 10 побед в боях с противником. 10 апреля 1916 года был произведён в старшие лейтенанты, 31 октября 1916 года награждён Золотым Георгиевским оружием.

### Служба в Советском военно-морском флоте
После Октябрьской революции Н. А. Зарубин перешёл на сторону советской власти. До января 1918 года продолжал командовать подводной лодкой «Кит», затем командовал ПЛ «Вепрь», одновременно исполнял обязанности начальника двух дивизионов подводных лодок дивизии ПЛ Балтийского моря, которая базировалась в Петрограде. 1-й дивизион состоял из подводных лодок «Вепрь», «Волк», «Тур», «Ягуар», транспорта «Тосно»; во 2-й дивизион входили подводные лодки «Тигр», «Пантера», «Рысь» и транспорт «Воин». 15 марта 1919 года оба дивизиона вступили в Действующий отряд кораблей Балтийского флота, который базировался в Кронштадте. Зарубин лично неоднократно участвовал в походах и боевых действиях против кораблей противника.
24 февраля 1921 года военмор Зарубин был назначен начальником школы подводного плавания Балтийского флота, но уже в марте того же года получил должность флагманского минёра дивизии ПЛ Балтийского моря. В 1922 году, принял у Гарсоева пост главного подводника, должность инспектора подводного и минного оружия Штаба Морских Сил Республики (Штаморси). В декабре 1926 года был включён в состав специальной подкомиссии для составления наряда промышленности на строительство первых подводных лодок. Вместе с Гарсоевым участвовал в разработке первой шестилетней программы нового кораблестроения. В 1929 году был назначен на должность начальника курсов подводного плавания Специальных курсов усовершенствования командного состава флота.
В 1930 году был арестован. В 1931 году был освобождён и назначен начальником цикла оружейных курсов. В 1936 году уволен в запас. Работал библиотекарем. Дальнейшая судьба неизвестна. Пропал без вести в тридцатые годы.

## Награды
- орден Святого Станислава 3 степени (6 декабря 1903);
- орден Святой Анны 3 степени с мечами и бантом (23 февраля 1915);
- орден Святого Станислава 2 степени с мечами;
- Георгиевское оружие (ВП 31.10.1916)

Медали:
- светло-бронзовая медаль «В память 300-летия царствования дома Романовых» (1913);
- светло-бронзовая медаль «В память 200-летия морского сражения при Гангуте» (1915)[4].